# Menhir de Gaillonnet
Le menhir de Gaillonnet est située sur la commune de Seraincourt dans le département du Val-d'Oise. 

## Historique
Le menhir n'a été découvert qu'en 2015 lors d'un débroussaillage. Il est classé monument historique depuis le 2 janvier 2017.

## Description
Le menhir est constitué d'un bloc parallélépipédique en calcaire de 3,16 m de hauteur, dont 2 m hors sol et 0,90 m. Une fouille au pied du menhir a livré quelques charbons de bois et des tessons de céramique.
Des tessons de céramique datés du Néolithique moyen et des outils en pierre ont été découverts aux alentours.